# Maria van Portugal (1538-1577)

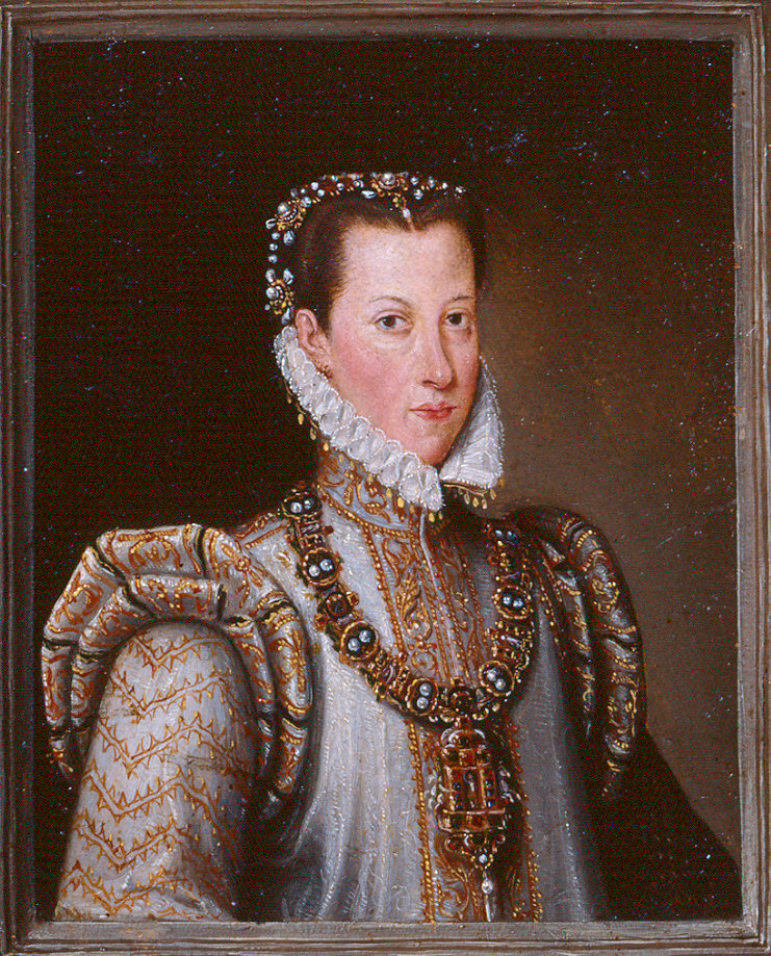
Portretschilderij

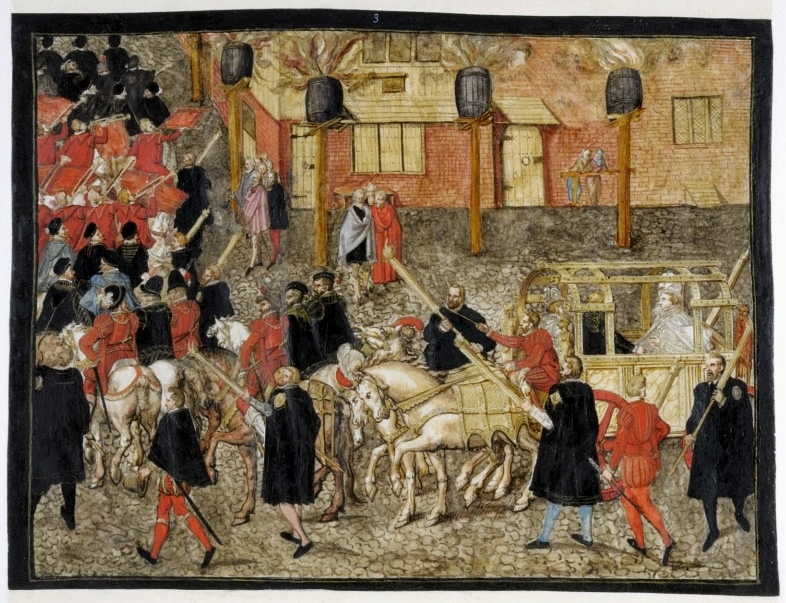
Intrede van Maria van Portugal in Brussel voor haar huwelijk op 11 november 1565 (Album van Brussel, ca. 1565)

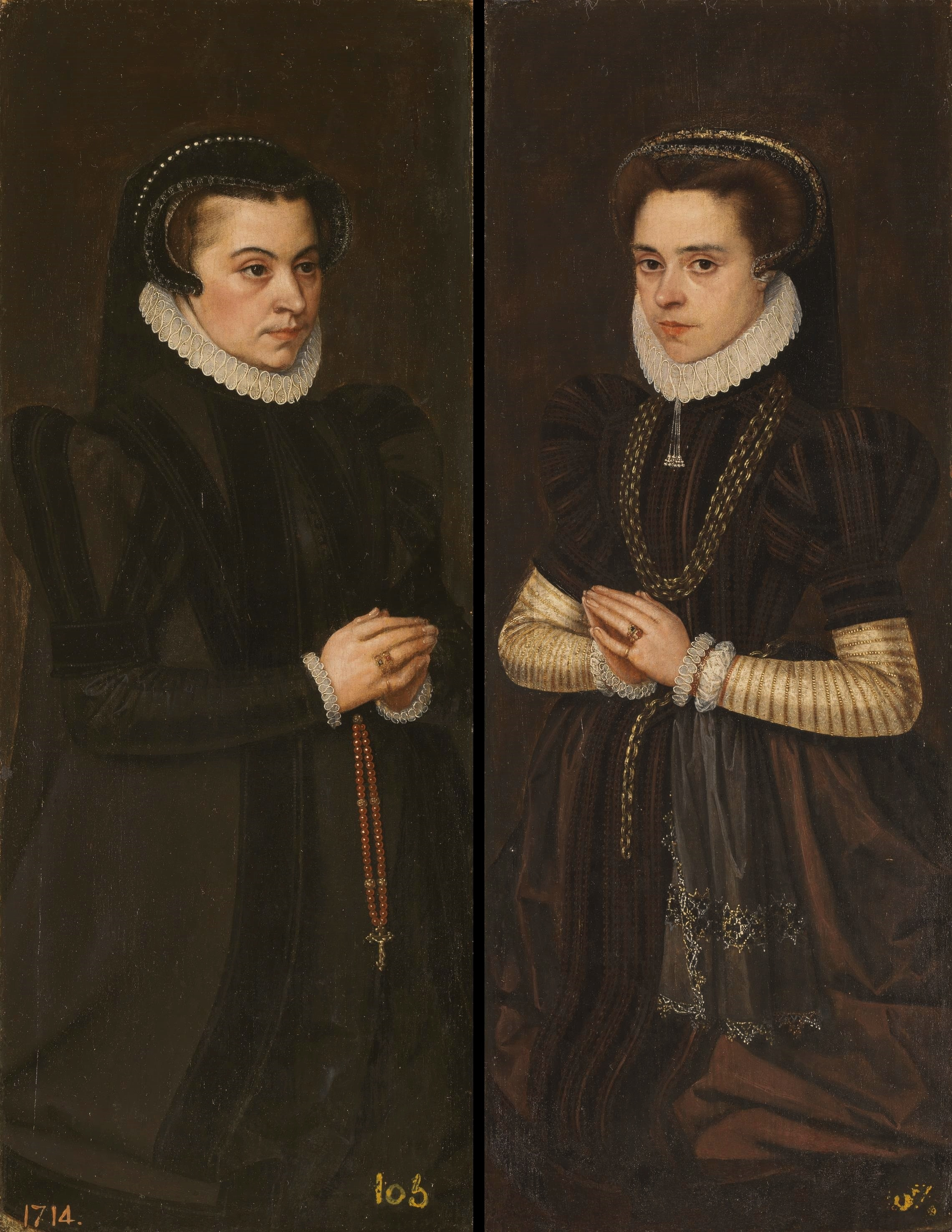
Dubbelportret van Margaretha van Parma (links) en haar schoondochter Maria van Portugal (rechts)

Maria van Portugal (Lissabon, 12 augustus 1538 – Parma, 7 september 1577) was een Portugese infante, een prinses uit het Huis Aviz. Door haar huwelijk met Alessandro Farnese werd ze erfprinses van het hertogdom Parma en Piacenza.

## Leven
Maria van Portugal was een dochter van Duarte van Portugal, hertog van Guimarães, en Isabella van Bragança. Ze was dus een kleindochter van koning Manuel I en een nicht van de regerende koning Johan III.
Op 27-jarige leeftijd werd ze uitgehuwelijkt aan Alessandro Farnese, wiens moeder Margaretha van Parma landvoogdes was in de Spaanse Nederlanden. De echtverbintenis, onderhandeld door kardinaal Granvelle, werd op 2 mei 1565 gesloten met de handschoen in Lissabon. Peter Ernst I van Mansfeld en zijn zoon Karel gingen haar daar per schip ophalen voor de huwelijksviering in Brussel. De vloot die op 14 september 1565 uitvoer, kwam in een zware storm terecht en moest uitwijken naar Engeland, maar de prinses raakte veilig in Brussel en ontmoette daar voor het eerst haar aanstaande. Aartsbisschop Maximiliaan van Bergen zegende het huwelijk op 11 november 1565 in in de nieuwe paleiskapel. Daarna werd de bruiloft nog tot januari 1566 gevierd met steekspelen en schitterende feesten. Een verslag van het gebeuren is gemaakt door Francesco de Marchi, en een visuele indruk is bewaard dankzij het Album van Brussel door een navolger van Frans Floris.
Op 24 juni 1566 maakte Maria haar intrede in Parma, waar Alessandro's vader Ottavio Farnese als hertog regeerde. Het echtpaar kreeg drie kinderen:
- Margherita Farnese (1567-1643), getrouwd met Vincenzo I Gonzaga
- Ranuccio I Farnese (1569-1622), vanaf 1592 hertog van Parma en Piacenza
- Odoardo Farnese (1573-1626), kardinaal

Maria was diepgelovig en schijnt verliefd te zijn geweest op haar man, maar ze moest accepteren dat hij openlijk omgang had met andere vrouwen. Ze wijdde zich vooral aan liefdadigheidswerk en hield ook een kookboek bij, het eerste dat is overgeleverd in haar moedertaal. 
Toen ze op 39-jarige leeftijd overleed, werd haar stoffelijk overschot bijgezet in de Chiesa di Santa Maria Maddalena van Parma. Door toedoen van Marie-Louise van Oostenrijk werd het in 1823 overgebracht naar de crypte van de Santa Maria della Steccata, waar ze rust aan de zijde van haar echtgenoot.
De jezuïet Sebastião de Morais, haar biechtvader, schreef de postume biografie Vita e morte della serenissima principessa di Parma e Piacenza, verschenen in Bologna in 1578 en herdrukt in 1602.

## Voetnoten
1. ↑  Narratione particolare delle gran feste, e trionfi fatti in Portogallo, et in Fiandra nello sposalitio dell'illustrissimo Sig. Alessandro Farnese e Donna Maria di Portogallo, 1566

- Bibliothèque nationale de France: cb14481500p (data)
- Gemeinsame Normdatei: 120661853
- International Standard Name Identifier: 0000 0003 7419 3530
- Library of Congress Control Number: n99836013
- Nederlandse Thesaurus van Auteursnamen: 296573450
- Système universitaire de documentation: 110439341
- Virtual International Authority File: 62384628
- WorldCat: E39PBJdrJ8tpRpc6vCB8qDRYfq